# Mimaletis verecunda
Mimaletis verecunda är en fjärilsart som beskrevs av Louis Beethoven Prout 1934. Mimaletis verecunda ingår i släktet Mimaletis och familjen mätare. Inga underarter finns listade i Catalogue of Life.